# Canton d'Amance
Le canton d'Amance est un ancien canton français située dans le département de la Haute-Saône et la région Franche-Comté.

## Géographie
Ce canton était organisé autour d'Amance dans l'arrondissement de Vesoul. Son altitude variait de 209 m (Faverney) à 366 m (Saint-Remy) pour une altitude moyenne de 275 m.

## Représentation

### Conseillers d'arrondissement (de 1833 à 1940)
| Période                                  | Période      | Identité                                     | Étiquette    | Qualité |
| ---------------------------------------- | ------------ | -------------------------------------------- | ------------ | --- |
| 1833                                     | 1839         | Claude François Xavier Doillenot (1779-1844) |              | Propriétaire à Vesoul et à Amance, membre du Conseil des Guerres                                            |
| 1839                                     | 1845         | Claude Ignace Joseph Bourgeois (1790-1862)   |              | Juge de paix à Amance, propriétaire à Faverney                                                              |
|                                          |              |                                              |              | |
| 1922                                     | 1928         | M. Petitjean                                 | Conservateur | |
| 1928                                     | 1930 (décès) | M. Claudinot                                 |              | |
| 1930                                     | 1940         | Louis Mennetrier                             | Rad.         | Cultivateur, maire de Saponcourt                                                                            |
| 1940                                     |              |                                              |              | Les conseils d'arrondissement ont été suspendus par la loi du 12 octobre 1940 et n'ont jamais été réactivés |
| Les données manquantes sont à compléter. |              |                                              |              | |

### Conseillers généraux de 1833 à 2015
| Période | Période                   | Identité                                            | Étiquette           | Qualité                                                                                                |
| ------- | ------------------------- | --------------------------------------------------- | ------------------- | --- |
| 1833    | 1842                      | M. Maire                                            |                     | Banquier à Vesoul                                                                                      |
| 1842    | 1842 (démission)          | Charles Antoine de Poinctes de Gevigney (1776-1860) |                     | Capitaine des cuirassiers du Roi Seigneur de Gressoux                                                  |
| 1842    | 1848                      | Gérôme Auguste Patret (1801-1863)                   |                     | Maître de forges puis directeur des forges de Varigney, Dampierre-lès-Conflans Maire de Port-sur-Saône |
| 1848    | 1852                      | Louis Beaux                                         |                     | Fabricant de tuiles, propriétaire à Amance                                                             |
| 1852    | 1855                      | Joseph Paul Alfred Rébillot (1823-1918)             |                     | Général de brigade, commandant la 4e Brigade de Dragons                                                |
| 1855    | 1864                      | Amédée Thierry                                      | Majorité dynastique | Professeur Sénateur (1860-1870) Membre de l'Institut de France                                         |
| 1864    | 1871                      | André Victor Auguste Guy                            |                     | Suppléant du juge de paix Propriétaire, maire de Montureux-lès-Baulay                                  |
| 1871    | 1877                      | Roger Galmiche (1838-1894)                          | Droite              | Avocat à Vesoul Propriétaire à Franchevelle                                                            |
| 1877    | 1885 (démission d'office) | François Joseph Clère                               | Républicain         | Ancien notaire à Faverney                                                                              |
| 1885    | 1901                      | Camille Billerey                                    | Républicain         | Vétérinaire - Maire d'Amance                                                                           |
| 1901    | 1940                      | Charles Joly                                        | Rad.                | Notaire et Maire d'Amance                                                                              |
|         |                           |                                                     |                     | |
| 1945    | 1955                      | Maurice Cachot                                      | DVD puis RPF        | Minotier Maire de Faverney                                                                             |
| 1955    | 1990 (décès)              | Camille Bussière (1913-1990)                        | RI puis UDF         | Notaire Maire d'Amance                                                                                 |
| 1990    | 1998                      | Guy Philiponet (1937-2014)                          | RPR                 | Maire de Faverney (1983-2001)                                                                          |
| 1998    | 2015                      | Jean-Paul Pugin                                     | DVG                 | Contrôleur principal des travaux publics de l'État Ancien conseiller municipal d'Amance (1971-1989)    |

## Composition
| Fresne Scey Dampierre Champlitte Champagney Faucogney Lux St-Sauveur Mélisey Rioz Marnay Gy Autrey Gray Montbozon Saulx Port-s-Saône Combeauf. Vitrey Jussey Vauvillers St-Loup Amance Lure-Nord Lure-Sud Villersexel V.E. V.O. Noroy H.O. H.E. Pesmes |

Le canton d'Amance groupe 13 communes et compte 5 063 habitants (recensement de 1999 sans doubles comptes).
| Nom                           | Code Insee | Intercommunalité   | Population (dernière pop. légale) |
| ----------------------------- | ---------- | ------------------ | --------------------------------- |
| Amance (chef-lieu)            | 70012      | CC Terres de Saône | 691 (2014)                        |
| Anchenoncourt-et-Chazel       | 70017      | CC Terres de Saône | 226 (2014)                        |
| Baulay                        | 70056      | CC Terres de Saône | 313 (2014)                        |
| Buffignécourt                 | 70106      | CC Terres de Saône | 124 (2014)                        |
| Contréglise                   | 70170      | CC Terres de Saône | 123 (2014)                        |
| Faverney                      | 70228      | CC Terres de Saône | 930 (2014)                        |
| Menoux                        | 70341      | CC Terres de Saône | 303 (2014)                        |
| Montureux-lès-Baulay          | 70372      | CC Terres de Saône | 151 (2014)                        |
| Polaincourt-et-Clairefontaine | 70415      | CC Terres de Saône | 759 (2014)                        |
| Saint-Rémy-en-Comté           | 70472      | CC Terres de Saône | 582 (2014)                        |
| Saponcourt                    | 70476      | CC Terres de Saône | 62 (2014)                         |
| Senoncourt                    | 70488      | CC Terres de Saône | 226 (2014)                        |
| Venisey                       | 70545      | CC Terres de Saône | 155 (2014)                        |

## Démographie
| 1962  | 1968  | 1975  | 1982  | 1990  | 1999  | 2006  | 2011  | 2012  |
| ----- | ----- | ----- | ----- | ----- | ----- | ----- | ----- | ----- |
| 6 421 | 6 345 | 6 222 | 6 328 | 6 087 | 5 063 | 4 813 | 4 778 | 4 766 |